# Davide Ancelotti
Davide Ancelotti (Parma, 22 de julho de 1989) é um ex-futebolista e treinador italiano que jogava como meio-campista. Atuou como auxiliar técnico de seu pai, Carlo Ancelotti, em diversos clubes europeus. Atualmente, comanda o Botafogo.

## Vida Inicial
Nascido em Parma, Itália, filho do lendário treinador de futebol Carlo Ancelotti e Luisa Gibellini, Davide seguiu os passos do pai, tornando-se jogador profissional no AC Milan, atuando como meio-campista. Após um empréstimo e posterior transferência definitiva para o Borgomanero, Davide Ancelotti se aposentou aos 20 anos para seguir carreira na gestão de times.
Aos 22 anos, ele se formou em ciências do esporte.

## Carreira como técnico
A primeira incursão de Ancelotti no treinamento de futebol ocorreu em 2012, quando foi nomeado preparador físico do time francês Paris Saint-Germain, onde seu pai era técnico. Depois que Ancelotti Sr. se mudou para a Espanha para treinar o Real Madrid, Davide o seguiu, trabalhando como assistente do preparador físico do clube.
Após receber sua licença UEFA A em 2016, terminando notavelmente como o primeiro da sua classe, ele assumiu o cargo de assistente técnico de Carlo no time alemão Bayern de Munique . No Bayern, ele fez amizade com o internacional espanhol Thiago Alcântara e, segundo relatos, irritou alguns membros do elenco com essa familiaridade, em oposição a uma dinâmica de trabalho mais profissional, tendo saído com um grupo de jogadores para jantar em várias ocasiões.
Quando Carlo Ancelotti assumiu o cargo de técnico no clube italiano Napoli em 2018, Davide novamente atuou como seu assistente e, depois que Ancelotti Sr. foi suspenso por um jogo fora de casa contra a Roma, Davide fez sua estreia como técnico, substituindo seu pai e supervisionando uma derrota por 2 a 1 em novembro de 2019.
Em dezembro de 2019, Ancelotti mudou-se para a Inglaterra para atuar como assistente do pai no Everton . Trabalhando ao lado do colega assistente Duncan Ferguson, os dois ficariam responsáveis pelas sessões de treinamento.
Tendo seguido seu pai para a Espanha para trabalhar com ele no Real Madrid, houve rumores de que Davide lideraria a equipe contra o Celta de Vigo em abril de 2022, após o diagnóstico de COVID-19 de Carlo. No entanto, como Davide não possuía a licença UEFA Pro na época, ele não pôde dar instruções à equipe, apesar de ter permissão para ficar na linha lateral.
Ele obteve com sucesso uma Licença Pro da UEFA em julho de 2023, após se formar em um curso específico de treinamento no País de Gales.
Em maio de 2024, ele foi descrito como a “arma secreta” de seu pai no Real Madrid.
Em junho de 2025, ele foi anunciado como novo auxiliar-técnico do Brasil.
No dia 8 de julho de 2025, foi anunciado como o novo técnico do Botafogo.  O italiano comandou o time pela primeira vez no dia 12 de julho de 2025, na vitória do Botafogo sobre o Vasco, em Brasília, pela 13ª rodada do Campeonato Brasileiro. Na ocasião, assinou a súmula da partida como auxiliar de preparador de goleiros, já que ainda não estava plenamente regularizado como técnico na CBF.
Dois dias após a estreia pelo Glorioso, portanto em 14 de julho de 2025, Davide Ancelotti foi oficialmente apresentado em coletiva de imprensa no Estádio Nilton Santos.

## Estilo de gestão
Visto como um treinador moderno e avançado, Ancelotti compartilha da abordagem calma e relaxada de seu pai em relação à gestão. Tendo trabalhado como preparador físico, ele frequentemente liderava aquecimentos antes do jogo, como fazia no Everton com o chefe de condicionamento Francesco Mauri. Trabalhando em segunda linha com o pai, Davide raramente o chamava de “pai”, e a dupla frequentemente trocava ideias, com Davide não ficando em segundo plano, mas elevando a relação a um nível de interdependência entre os dois.

## Vida pessoal
Davide Ancelotti fala italiano, francês, espanhol, alemão e inglês. Em junho de 2022, casou-se com a artista Ana Galocha. O casal tem dois filhos, os gêmeos Lucas e Leonardo.